# Mobilité résidentielle
Pour les articles homonymes, voir Mobilité.
 (février 2020).
La mobilité résidentielle désigne le changement de lieu de résidence d'un foyer. L'INSEE la définit comme le fait d'avoir changé au moins une fois de logement durant les cinq dernières années. La mobilité résidentielle est l'une des dimensions de la mobilité spatiale, l'exode rural, la néo-ruralité, la gentrification ou encore l'héliotropisme, par exemple, impliquent ce type de mobilité.
Les parcours résidentiels et les motifs des habitants à déménager peuvent être analysés à différentes échelles spatiales,[pas clair]. Par exemple, 80 % des déménagements se réalisent sur une courte distance, inférieure à 200 km et s'effectuent au sein d'une même région ; et 1,2 % dans un autre département de la même région.